# 国营甘河农场
国营甘河农场，是中国内蒙古自治区呼伦贝尔市莫力达瓦达斡尔族自治旗下辖的一个类似乡级单位。

## 行政区划
国营甘河农场共辖以下地区：
甘河农场场部、一队、二队、三队、四队、五队、六队、七队、八队、九队、十队、十一队、十二队、十三队、十四队、十五队、十六队、十七队、十八队、十九队、二十队、二十一队、二十二队、二十三队、二十四队。